# Heidenauer Aue (Oste)
Die Heidenauer Aue ist ein 8,7 km langer Bach in den Gemeinden Heidenau und Wistedt im Landkreis Harburg in Niedersachsen, der von rechts und Osten in die Oste mündet.

## Verlauf
Die Heidenauer Aue entsteht als Oberflächenwasser sammelnder Wiesengraben am nördlichen Weichbild von Wistedt in Richtung Norden. Auf Höhe von Wüstenhöfen, ab dem Zusammenfluss mit dem Dorfgraben Heidenau fließt sie in östlicher Richtung und nimmt mehrere Nebenbäche aus dem Naturschutzgebiet Großes Moor und Aueniederung bei Wistedt auf. Sie unterquert die Verbindungsstraße Vaerloh-Heidenau in östlicher Richtung und mündet westlich von Vaerloh bei der Landkreisgrenze von rechts und Osten in die Oste.

## Zustand
Die Heidenauer Aue ist im gesamten Verlauf kritisch belastet (Güteklasse II-III).

## Befahrungsregeln
Zum Schutz, dem Erhalt und der Verbesserung der Fließgewässer als Lebensraum für wild lebende Tiere und Pflanzen erließ der Landkreis Rotenburg (Wümme) 2015 eine Verordnung für sämtliche Fließgewässer. Außerdem erließen der Landkreis Rotenburg (Wümme) und der Landkreis Harburg 2018 die Verordnung über das Landschaftsschutzgebiet „Aue und Ramme“. Seitdem ist das Befahren des Flusses und Betreten des Ufers von der Quelle bis zur Mündung ganzjährig verboten.